# Kumo (miasto)
Kumo – miasto w Nigerii, w stanie Gombe. Według danych szacunkowych na rok 2009 liczy 27 474 mieszkańców.